# Antiporus pembertoni
Antiporus pembertoni är en skalbaggsart som beskrevs av Watts 1997. Antiporus pembertoni ingår i släktet Antiporus och familjen dykare. Inga underarter finns listade i Catalogue of Life.